# 水兵さんも楽じゃない
『水兵さんも楽じゃない』（すいへいさんもらくじゃない、原題：Puss 'n' Boats）はトムとジェリーの短編作品の一つ。1966年製作。制作はチャック・ジョーンズ。

## 作品内容
とある港町。トムは貨物船の乗組員として船の安全を守っている。一方、港町に住むジェリーは、積荷のチーズの匂いに寄せられて船内に入り込もうと企む。こうしてトムとジェリー、さらには鮫も交えたドタバタが始まる。

## 登場キャラクター
トム
不審者に目を光らせる水兵。タラップ前で船長を出迎えたのち、続いて船長に変装して乗下船タラップを歩く人影の正体がジェリーであることを見破り、タラップを大きくずらしてジェリーを海へ落とす。このときタラップを元の位置に戻し忘れたため、本物の船長が甲板より中途下船しようとしていることに気づくと、船長が海へ転落しないよう自ら桟橋上で体を張って受け止める活躍を見せた。
その後は桟橋の真下にいた鮫に襲われそうになり、鮫から逃れた時に桟橋の床板が首にはまってしまう。やがて鮫から逃れたジェリーを見つけ捕まえようとするも、首にはまった床板をジェリーに回されヘリの如く垂直上昇させられてしまい、そのまま空中で床板を外したうえ飛行機のように操ってジェリーを追いかけるが、排気口へ突っ込んで失敗。
なんとか脱出して積み荷のチーズを食べているジェリーを見つけ、船の甲板に備え付けの消火用ホースで水をかけて捕まえようと手元栓を開くも水が出ず、戸惑っている隙にジェリーが消火元栓を全開にしたため、強い水圧でホースが暴れだし、やがて空中へ飛ばされたのちホースの膨張・破裂で海上へ落下。ジェリーが浮き輪を落とした場所に待ち構えていた鮫に丸呑みにされる。間もなく吐き出されるが、その衝撃で煙突から船のエンジンに放り込まれ尻尾に火が点き、逃げ回った末に思わず海に飛び込むと、再度鮫に襲われ海の彼方まで追いかけられる。
ジェリー
小屋の中で寝ていた時にチーズの匂いに誘われ、船積みされるチーズにありつこうと本物の船長の後を追いトムにばれないよう変装して乗船しようとするも、見破られてしまい、海に落とされる。海では鮫に追われたり、トムに見つかり捕まりそうになるも巧みにかわす。
やがてトムに見つかり消火ホースで水攻撃されそうになるも知恵を振り絞って返り討ちにし、トムを鮫に食べさせる。最後は水兵の座をトムより奪還してネズミサイズの制服と制帽を身にまとい、出港合図のホイッスルを吹いて貨物船の船長を出迎えた。
鮫
本作で初登場。貨物船のそばにいてエサを狙い、トムとジェリーも追いかける。ジェリーが落とした浮き輪の真下で一度トムを食べるも吐き出し、船のエンジンに放り込まれてやけどしたトムが海に飛び込むと再度追いかける。
貨物船の船長
トムの敬礼に出迎えられ貨物船に乗船。その後甲板からの中途下船時にトムがタラップを正規位置からずらしていたことに気づかず転落するが、トムが桟橋上で体を張って受け止めると何事もなかったかのように歩いていった。なおジェリーがトムを追い出し水兵に成り代わったのには気づかなかった。
宇宙飛行士
強い水圧で暴れたホースに押され空中へ飛ばされたトムを見て手を振った。

## 日本でのテレビ放映
1980年頃、日本テレビ系「木曜スペシャル・おかしなおかしな トムとジェリー 大行進」の枠内で放映され、その後も再放送された。DVDにも収録。